# Etika
Desmond Daniel Amofah, dit Etika, né le 12 mai 1990 et mort le 19 juin 2019, est un vidéaste web et streameur américain. Il est connu pour ses vidéos réactions aux différents Nintendo Direct notamment ceux de la franchise Smash Bros.

## Biographie

### Carrière
Etika créa sa chaîne Youtube en 2012, il se fit connaître en 2014 à l'annonce du personnage de Mewtwo en tant que DLC pour le prochain Super Smash Bros.. Ce clip attira l'attention de Sakurai, créateur de Smash Bros., qui retweeta la vidéo sur son compte Twitter. Quelques années plus tard, il se fit connaître une seconde fois pour sa réaction exagérée face à l'annonce de Super Smash Bros. Ultimate en 2018, cette réaction engendra un mème Internet.

### Décès
Après plusieurs mois de problèmes psychologiques et de tentatives de suicide, Etika meurt le soir du 19 juin 2019 après avoir laissé une vidéo d'excuse à ses fans sur sa chaîne YouTube. Le jour même, la police de New York a annoncé la découverte d'un corps dans l'East River de New York. Un jour plus tard, les enquêteurs ont confirmé que le corps retrouvé était bel et bien celui d'Amofah et que celui-ci s'était suicidé par noyade,,.